# Чернов, Алекс
Алекс Чернов (англ. Alex Chernov; род. 12 мая 1938, Литовская Республика) — австралийский юрист и политик, 28-й губернатор Виктории (2011—2015).

## Биография
Алекс Чернов родился 12 мая 1938 года в Литовской Республике, его родители по происхождению были русскими. Во время Второй мировой войны семья Черновых жила в Зальцбурге, там же Алекс начал учиться в школе. Отец Алекса скончался в начале войны (по некоторым данным, он был убит).
В 1949 году мать с двумя сыновьями — Алексом и Владимиром — эмигрировала в Австралию. Несмотря на то, что к тому времени Алекс не мог говорить по-английски, ему удалось выучить язык, успешно завершить школьное обучение и поступить в Мельбурнский университет, который он окончил в 1961 году, получив степень бакалавра коммерции (англ. Bachelor of Commerce). В 1968 году Алекс Чернов с отличием окончил школу права Мельбурнского университета. С 1997 года он работал в Верховном суде Виктории в качестве судьи. В 2004 году он был избран проректором (англ. Deputy Chancellor), а в 2009 году — ректором (англ. Chancellor) Мельбурнского университета.
В феврале 2011 года премьер Виктории Тед Бэйё объявил, что Алекс Чернов будет назначен губернатором Виктории и приступит к обязанностям в апреле 2011 года. Он принял присягу и официально вступил в должность с 8 апреля 2011 года, став 28-м губернатором Виктории. Алекс Чернов проработал губернатором до середины 2015 года. Его преемницей стала Линда Дессау, вступившая в должность 1 июля 2015 года.
В июне 2007 года Алекс Чернов стал офицером ордена Австралии (A.O.), а в 2012 году он стал компаньоном ордена Австралии (A.C.). В мае 2014 года Университет Монаша присвоил Чернову степень почётного доктора права.